# Collegio elettorale di Monticelli
Il collegio elettorale di Monticelli è stato un collegio elettorale uninominale del Regno di Sardegna. È uno degli otto collegi elettorali della provincia di Piacenza creati dopo la temporanea caduta del ducato di Parma. Fu istituito con decreto del luogotenente generale Eugenio di Savoia-Carignano del 19 giugno 1848. Comprendeva le preture di Monticelli. Cortemaggiore e Fiorenzuola.

## Dati elettorali
Nel collegio si svolsero votazioni per le due prime legislature, poi gli austriaci occuparono di nuovo le provincie di Parma e Piacenza. Si votò anche per la settima legislatura, dopo la seconda guerra d'Indipendenza. Il collegio con l'unità d'Italia fu unito a quello di Piacenza.

### I legislatura
Le votazioni si svolsero in 222 collegi uninominali a doppio turno. Come previsto dal decreto n. 680 del 17 marzo 1848, era eletto al primo turno il candidato che «riunisce in suo favore più del terzo dei voti del total numero dei membri componenti il collegio e più della metà dei suffragi dati dai votanti presenti all'adunanza» (art. 92). Se nessun candidato era eletto, al ballottaggio tra i due candidati con più voti era eletto chi otteneva il maggior numero di voti (art. 93) o, in caso di ugual numero di voti, il maggiore d'età (art. 94).
| Partito                      | Candidato      | Risultati 27 aprile 1848 |
| ---------------------------- | -------------- | ------------------------ |
| —                            | Filippo Grandi | —                        |
| Iscritti                     | 362            |                          |
| ↳ Voti validi (% su votanti) |                |                          |

Mancano i verbali. L’onorevole Grandi si dimise l'8 luglio 1848. Il Regio Decreto 7 settembre 1848 aveva convocato il collegio per il 30 settembre; ma ci fu un ritardo nella spedizione del decreto e la riconvocazione fu rinviata, con altro Decreto del 30 settembre, al 10 ottobre. 
| Partito                            | Partito                            | Candidato                          | Primo turno 10 ottobre 1848 | Primo turno 10 ottobre 1848 | Ballottaggio 11 ottobre 1848 | Ballottaggio 11 ottobre 1848 |
| Partito                            | Partito                            | Candidato                          | Voti                        | %                           | Voti                         | %                            |
| ---------------------------------- | ---------------------------------- | ---------------------------------- | --------------------------- | --------------------------- | ---------------------------- | ---------------------------- |
|                                    | —                                  | Giovanni Berchet                   | 74                          | 91,36                       | 74                           | 94,87                        |
|                                    | —                                  | Ferrante Aporti                    | 7                           | 8,64                        | 4                            | 5,13                         |
|                                    |                                    |                                    |                             |                             |                              |                              |
| Iscritti                           | Iscritti                           | Iscritti                           | 216                         | 100,00                      | 216                          | 100,00                       |
| ↳ Votanti (% su iscritti)          | ↳ Votanti (% su iscritti)          | ↳ Votanti (% su iscritti)          | 84                          | 38,89                       | 78                           | 36,11                        |
| ↳ Voti validi (% su votanti)       | ↳ Voti validi (% su votanti)       | ↳ Voti validi (% su votanti)       | 81                          | 96,43                       | 78                           | 100,00                       |
| ↳ Schede non valide (% su votanti) | ↳ Schede non valide (% su votanti) | ↳ Schede non valide (% su votanti) | 3                           | 3,57                        | 0                            | 0,00                         |
| ↳ Astenuti (% su iscritti)         | ↳ Astenuti (% su iscritti)         | ↳ Astenuti (% su iscritti)         | 132                         | 61,11                       | 138                          | 63,89                        |

### II legislatura
Le votazioni si svolsero in 222 collegi uninominali a doppio turno. Come previsto dal decreto n. 680 del 17 marzo 1848, era eletto al primo turno il candidato che «riunisce in suo favore più del terzo dei voti del total numero dei membri componenti il collegio e più della metà dei suffragi dati dai votanti presenti all'adunanza» (art. 92). Se nessun candidato era eletto, al ballottaggio tra i due candidati con più voti era eletto chi otteneva il maggior numero di voti (art. 93) o, in caso di ugual numero di voti, il maggiore d'età (art. 94).
| Partito                            | Partito                            | Candidato                          | Primo turno 22 gennaio 1849 | Primo turno 22 gennaio 1849 | Ballottaggio 23 gennaio 1849 | Ballottaggio 23 gennaio 1849 |
| Partito                            | Partito                            | Candidato                          | Voti                        | %                           | Voti                         | %                            |
| ---------------------------------- | ---------------------------------- | ---------------------------------- | --------------------------- | --------------------------- | ---------------------------- | ---------------------------- |
|                                    | —                                  | Francesco Piazza                   | 93                          | 98,94                       | 91                           | 100,00                       |
|                                    | —                                  | Angelo Testa                       | 1                           | 1,06                        |                              |                              |
|                                    |                                    |                                    |                             |                             |                              |                              |
| Iscritti                           | Iscritti                           | Iscritti                           | 361                         | 100,00                      | 361                          | 100,00                       |
| ↳ Votanti (% su iscritti)          | ↳ Votanti (% su iscritti)          | ↳ Votanti (% su iscritti)          | 98                          | 27,15                       | 92                           | 25,48                        |
| ↳ Voti validi (% su votanti)       | ↳ Voti validi (% su votanti)       | ↳ Voti validi (% su votanti)       | 94                          | 95,92                       | 91                           | 98,91                        |
| ↳ Schede non valide (% su votanti) | ↳ Schede non valide (% su votanti) | ↳ Schede non valide (% su votanti) | 4                           | 4,08                        | 1                            | 1,09                         |
| ↳ Astenuti (% su iscritti)         | ↳ Astenuti (% su iscritti)         | ↳ Astenuti (% su iscritti)         | 263                         | 72,85                       | 269                          | 74,52                        |

### III, IV, V e V legislature
Ci fu la rioccupazione austriaca delle provincie di Parma e Piacenza; quindi le elezioni non ebbero luogo. 

### VII legislatura
Le votazioni si svolsero in 443 collegi uninominali a doppio turno. Come previsto dalla legge elettorale del 17 dicembre 1860, era eletto al primo turno il candidato che «riunisce in suo favore più del terzo dei voti del total numero dei membri componenti il collegio e più della metà dei suffragi dati dai votanti presenti all'adunanza» (art. 91). Se nessun candidato era eletto, al ballottaggio tra i due candidati con più voti era eletto chi otteneva il maggior numero di voti (art. 92) o, in caso di ugual numero di voti, il maggiore d'età (art. 93).
Il collegio fu costituito nuovamente, assieme agli altri collegi elettorali dell'Emilia, con decreto del Governatore per le provincie dell'Emilia, Luigi Carlo Farini, il 20 gennaio 1860. Comprendeva i mandamenti di Monticelli e Cortemaggiore
| Partito                            | Partito                            | Candidato                          | Primo turno 25 marzo 1860 | Primo turno 25 marzo 1860 | Ballottaggio 29 marzo 1860 | Ballottaggio 29 marzo 1860 |
| Partito                            | Partito                            | Candidato                          | Voti                      | %                         | Voti                       | %                          |
| ---------------------------------- | ---------------------------------- | ---------------------------------- | ------------------------- | ------------------------- | -------------------------- | -------------------------- |
|                                    | —                                  | Francesco Piazza                   | 172                       | 88,21                     | 216                        | 91,53                      |
|                                    | —                                  | Leonzio Armelonghi                 | 23                        | 11,79                     | 20                         | 8,47                       |
|                                    |                                    |                                    |                           |                           |                            |                            |
| Iscritti                           | Iscritti                           | Iscritti                           | 561                       | 100,00                    | 561                        | 100,00                     |
| ↳ Votanti (% su iscritti)          | ↳ Votanti (% su iscritti)          | ↳ Votanti (% su iscritti)          | 211                       | 37,61                     | 250                        | 44,56                      |
| ↳ Voti validi (% su votanti)       | ↳ Voti validi (% su votanti)       | ↳ Voti validi (% su votanti)       | 195                       | 92,42                     | 236                        | 94,40                      |
| ↳ Schede non valide (% su votanti) | ↳ Schede non valide (% su votanti) | ↳ Schede non valide (% su votanti) | 16                        | 7,58                      | 14                         | 5,60                       |
| ↳ Astenuti (% su iscritti)         | ↳ Astenuti (% su iscritti)         | ↳ Astenuti (% su iscritti)         | 350                       | 62,39                     | 311                        | 55,44                      |